# Indra
Indra este un zeu venerat în hinduism. Acest zeu antropomorf este zeu al tunetului și al furtunii, dar și al războiului fiind protector al castei kșatriya. El este asociat cu zeul nordic Thor, zeul roman Marte și zeul grec Ares.
Printre poveștile legate de el se număra legenda în care l-a învins pe balaurul Vritra, care furase apele lumii, Indra readucând apele și fertilizând pământurile și însuflețind viața naturală, animală și umană. Trebuie să menționăm faptul că această legendă este asemănătoare cu alte legende din alte mitologi, cum ar fi: în Egipt zeul Ra și șarpele Apophis, în Mesopotamia zeul Marduk și dragonul Tiamat, în Grecia Zeus și balaurul Typhon. De asemenea, circulă legende legate de multiplele sale legături amoroase, pentru că, din câte se pare, în ciuda faptului că era căsătorit cu Indrani, era un zeu extrem de lasciv.
În mitologie, există două divinități cu numele Indra:
- 1.În mitologia persană, Indra este zeul apostazei, al lipsei de credință, unul din cei șapte Daevas, oponent al lui Așa. Este o personificare a răzvătirii și a revoltei.
- 2.În mitologia vedică, Indra este zeul suprem.

## Mitologie

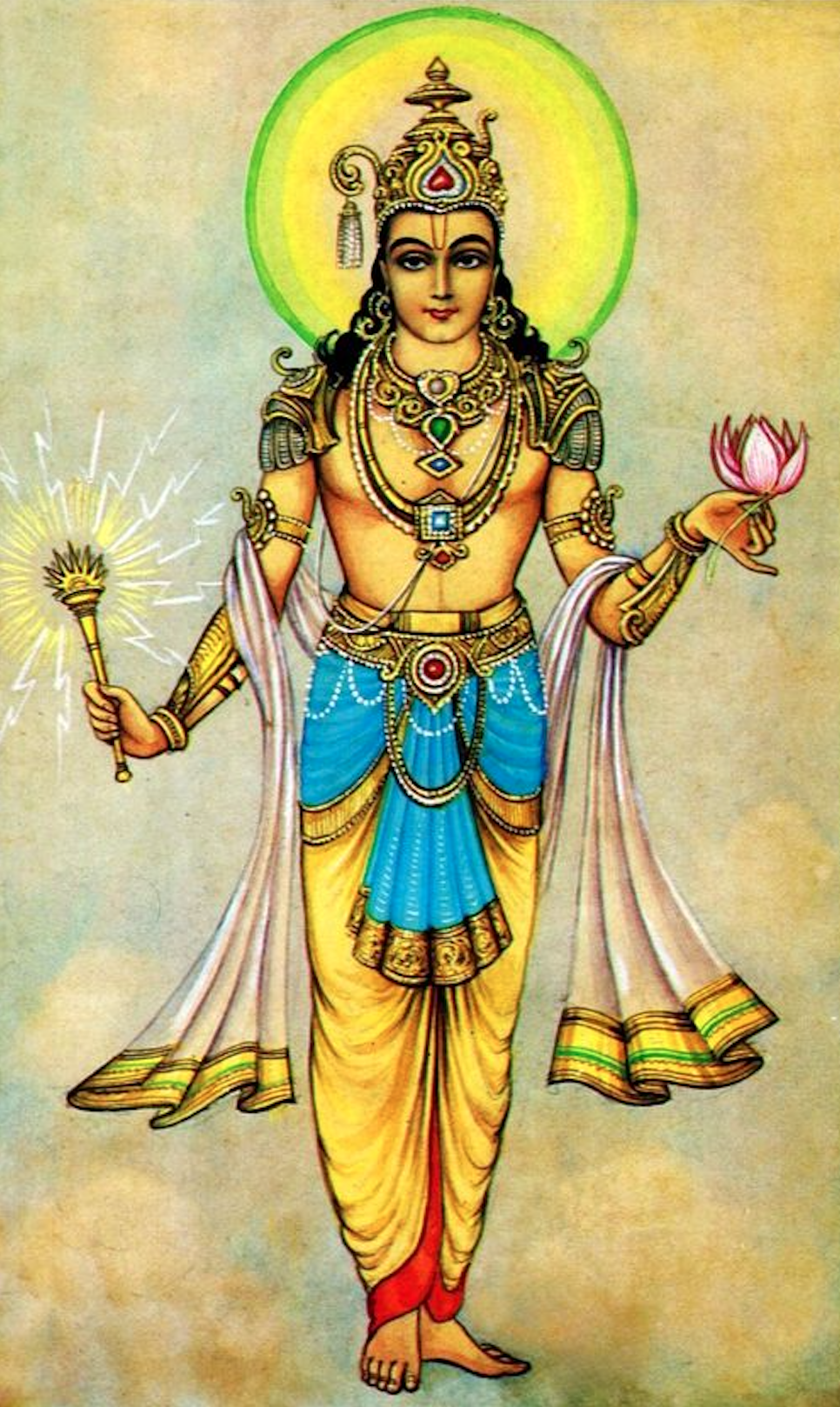
Indra

În timpurile vedice, Indra era cunoscut ca fiind regele tuturor zeilor. El era conducătorul Deva-șilor, zeul războiului, zeul fulgerului și al furtunii, cel mai mare dintre războinici și cel mai puternic dintre toate ființele. Era apărătorul zeilor și al întregii omeniri împotriva forțelor răului. Indra era considerat un zeu solar, ce străbătea cerurile în caleașca sa aurită. Cel mai adesea era însă cunoscut ca zeu al fulgerului, mânuind cu iscusință și putere arma celestă, Vajra (fulgerul). În luptă, Indra folosea de asemenea și arcul, un laț și un cârlig. Printre altele, Marele Zeu avea puterea de a reînvia războinicii uciși în luptă.
Indra este considerat un zeu creator, fiind cel care a stabilit ordinea în Cosmos și, deoarece este cel care a readus apa pe Pământ dupa o perioada de cumplita secetă, este considerat și zeu al fertilității. 
Indra este descris ca fiind foarte puternic, având o pielea de culoare roșiatică și două sau patru brațe foarte lungi. Părinții lui au fost zeul ceresc Dyaus Pita și zeița Prithivi. Consoarta lui este Indrani, iar slujitorii săi erau numiți Marut-și. Fiii săi au fost Jayanta, Midhusa, Nilambara, Ribhus, Risabha, Sitragupta și, cel mai important dintre ei, Arjuna. În Rig Veda, dintre toți ceilalți zei, cele mai multe imnuri (în jur de 250) îi sunt închinate lui Indra. El agrea foarte mult nectarul divin al nemuririi (Soma) și consuma cantități uriașe din acesta. Uneori, stăpânul zeilor bea elixirul divin pentru a căpăta puteri în lupta cu dușmanii săi, iar atunci când făcea aceasta, creștea instantaneu foarte mult, ajungând la proporții gigantice. Când nu folosea caleașca aurită, Indra călărea un elefant mare și alb (Airavata), care era întotdeauna victorios și care avea patru colți de fildeș ce semănau cu un munte sfânt. 
De-a lungul timpului, Indra a primit numeroase nume: Sakra („Cel Puternic”), Vajri („Cel care fulgeră”), Purandara („Distrugătorul orașelor”), Meghavahana („Călărețul norilor”) și Svargapati („Domnul Cerului”). 
Reședința celestă a lui Indra este tărâmul ființelor divine zeiești (Svarga Loka), paradisul celest, care înconjoară cel mai înalt pisc al muntelui sacru Meru. Acest paradis se putea deplasa oriunde, la comanda stăpânului său, Indra. 
Indra și frumoasa lui contraparte feminină, zeița Indrani, domnesc peste acest paradis. În palatul lui Indra nu este îngăduită nicio supărare, suferință sau frică. Apsara-ele și Gandharva-șii dansează și îi distrează pe cei care vin la sublimul palat al lui Indra. În acest paradis se desfășoară uneori și jocuri sau concursuri sportive. 
Cea mai remarcabilă faptă de vitejie a lui Indra a fost lupta sa cu asura (demonul) Vritra. Vritra a luat forma unui dragon foarte puternic și a furat toată apa din lume, ținând-o numai pentru el. Până la nașterea lui Indra, nimeni nu a putut înfrânge acest demon. Auzind despre cele petrecute, Indra a jurat să ia înapoi lichidul dătător de viață. El s-a dus să-l întâlnească pe teribilul Vritra. A consumat o mare cantitate de Soma, pentru a dobândi puterea de care avea nevoie pentru a se lupta cu un dușman atât de puternic. Marele zeu a doborât cele 99 de fortărețe ale lui Vritra, ajungând în cele din urmă la dragonul malefic. Cei doi s-au aruncat năvalnic unul asupra celuilalt și, după o lungă bătălie, Indra a ucis demonul cel puternic. Vritra ținuse Pământul într-o secetă continuă, însă atunci când Indra a despicat demonul în două, apele au început să curgă din ceruri și omenirea a fost astfel salvată. De atunci, Indra a devenit un erou pentru toți oamenii, iar zeii l-au ales să le fie rege.